# アマミノクロウサギ

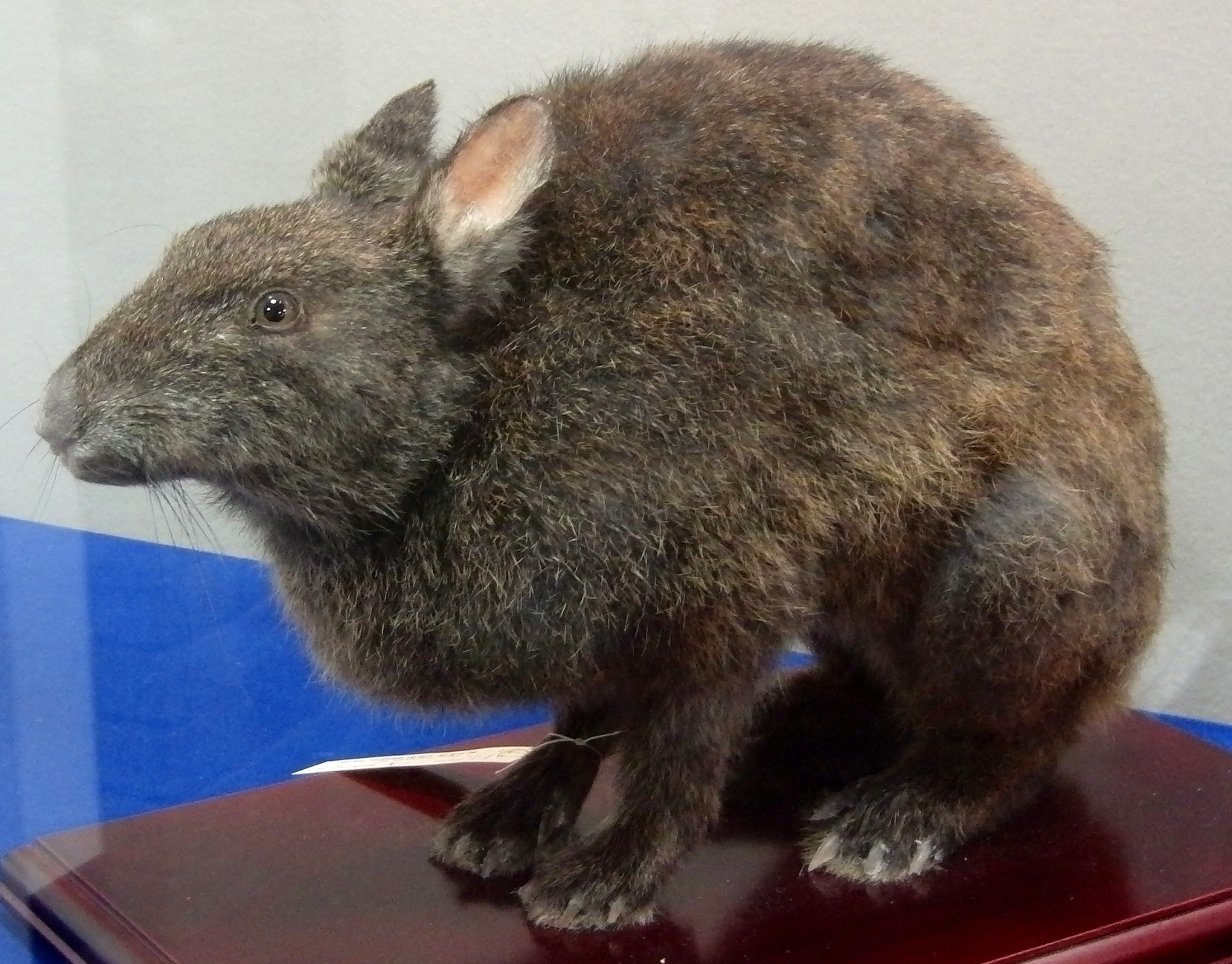
国立科学博物館収蔵の剥製

アマミノクロウサギ（奄美黒兎、Pentalagus furnessi）は、哺乳綱兎形目ウサギ科アマミノクロウサギ属に分類されるウサギ。本種のみでアマミノクロウサギ属を構成する。日本の奄美大島と徳之島の遺存固有種で、絶滅危惧種。

## 分布
南西諸島の奄美大島と徳之島に棲息する。模式標本の産地（基準産地・タイプ産地・模式産地）は琉球諸島とされているが、奄美大島と考えられている。
環境省による2021年時点推定での個体数は合計1万1549～3万9162匹、内訳は奄美大島が1万24～3万4427匹（2003年調査では2000～4800匹）、徳之島が1525～4735匹（同100～200匹）で、天敵フィリマングースの捕獲・駆除により個体数は回復傾向にある（「人間との関係」で後述）。

## 形態
一族一種。耳が短く、ウサギの古い原種の特徴を残すと言われる。頭胴長（体長）41.8 - 51センチメートル。尾長1.1 - 3.5センチメートル。体重1.3 - 2.7キログラム。全身は光沢のある長い体毛と、柔らかく短い体毛で密に被われる。背面は黒や暗褐色、腹面は灰褐色。
眼は小型。耳介も小型で、耳長4.1 - 4.5センチメートル。四肢は短く、特に後肢は短い。後足長8.5 - 9.2センチメートル。指趾には爪が発達し、穴を掘るのに適している。
属名Pentalagusは「5つの歯のあるウサギ」の意で、模式標本となった個体の上顎臼歯が左右5本ずつしかなかった（ウサギ科は通常左右6本ずつ）ことに由来する。本種も通常は上顎臼歯が左右6本ずつある。椎骨の突起は水平方向に長い。
出産直後の幼獣はほとんど体毛が無く、眼も閉じている。

## 分類
種小名furnessiは、1896年に本種の模式標本となった個体を採集したW. H. Furnessへの献名。
形態およびDNAによる分子系統学的解析、生態からウサギ科内でも原始的形態を残した種と考えられている。奄美群島に本種のような原始的形態を残した遺存種が分布する理由として、中新世にアジア大陸に生息していたアマミノクロウサギ（の祖先）が、地殻の変動により島嶼に隔離され、その後ノウサギ属が侵入しなかったためと考えられている。

## 生態
山地や海岸の斜面にある、カシやスダジイからなる常緑広葉樹林や二次林に生息する。高齢樹林の内部や林縁に伐採跡、二次林、沢などの疎開地が多い環境を好む。単独で生活するが、野生下および飼育下でも一つの巣穴を複数個体が同時に利用した例がある。複数の鳴き声を発したり、後肢で地面を叩いたりすることから、個体間でコミュニケーションを行うと考えられている。オスは平均1.3 - 4ヘクタール、メスは平均1 - 3ヘクタールの行動圏内で生活する。行動圏は同性では重複しないが、オスの行動圏はメスと重複する。渓流の周辺にある石や砂の上、林道などの一定の場所に糞をする。夜行性で、昼間は斜面に掘った巣穴や樹洞、岩の隙間を拡張した洞で休む。巣穴は、入口が高さ10 - 20センチメートル・幅12 - 25センチメートル、アルファベットの「L」字状の長さ30 - 200センチメートルのトンネルと、直径60 - 185センチメートルの落ち葉を敷いた部屋からなる。
食性は植物食で、ススキやボタンボウフウPeucedanum japonicumなどの草本、アマクサギやエゴノキなどの木本、スギやミカンなどの樹皮、スダジイの果実、タケノコなどを食べる。飼育下では主にイゲシ、オオタニワタリ、サツマイモ、ホソバワダンなどを食べ、サトウキビやシュンギク、ダイコン、ホテイアオイの葉、ナシやバナナ、リンゴの果実なども食べた例がある。
捕食者はハブで、外来種ではフイリマングースや野犬、ネコも挙げられる。
繁殖様式は胎生。直径10 - 20センチメートル、長さ100 - 200センチメートルに達する繁殖用の巣穴を掘る。飼育下では4 - 5月と、10 - 12月に1回に1頭の幼獣を産んだ例がある。野生個体を観察した結果でも、やはり春秋年2産、一産一子とされる。一方で年間を通して幼獣の糞が発見されていることから、周年繁殖している可能性もある。メスは幼獣のいる巣穴に立ち寄って授乳し、授乳が終わると巣穴の入り口を塞ぐ。幼獣は生後約2か月で巣穴の外に出るようになる。幼獣は一ヶ月ほど巣穴の中ですごし、その後は母親に連れられて移動する。飼育下での寿命は約15年。
東京大学大学院新領域創成科学研究科の久保麦野准教授と岡山理科大学恐竜学科の林昭次准教授を中心とするチームの研究により、他の本土や大陸に生息する近縁種が1年以内で成熟を迎えるのに対し、アマミノクロウサギは約5年かけて性成熟していることが明らかになった。これは、外敵が少ない環境に適応しているためと考えられる

## 人間との関係
幕末に薩摩藩士の名越左源太が著した奄美大島の地誌『南島雑話』には「大島兎」の名で登場し、「耳短くして倭の兎と異なり猫に似る」と説明されている。
1920年までは肉が食用とされたり、婦人病の薬になると信じられていた。毛皮がふいごに利用されることもあった。
農作物や、植林されたスギ・ヒノキを食害することもある。外来種フイリマングースの影響がほぼなくなった2020年頃からタンカン栽培の盛んな大和村ではタンカンの幹を齧る被害が増加し問題になっている。
1950年代以降のパルプ材目的の森林伐採やリュウキュウマツの植林、道路建設、河川改修などによる生息地の破壊・分断、交通事故、人為的に移入された野犬や野猫、フイリマングースによる捕食などにより、本種の生息数は減少している。2000年から環境省によってフイリマングースの駆除事業が進められるようになり、フイリマングースの減少に伴い本種の生息数も回復傾向にあると推定されている。交通事故を防ぐため環境省は特に夜間の運転注意呼びかけ、フェンス設置を進めているが、事故死した個体数は2022年9月末時点で89匹と、過去最多だった2021年通年の77匹を既に上回った（環境省奄美群島国立公園管理事務所はマングース駆除による個体数回復も背景にあるとコメントしている）。
日本では1921年に国の天然記念物、1963年に特別天然記念物に指定されている。2004年に種の保存法により国内希少野生動植物種に指定され、保護増殖事業に基づいて調査•研究が行われている。1995年に自然保護団体により日本では初めて本種とアマミヤマシギ、オオトラツグミ、ルリカケスを原告とし、奄美大島でのゴルフ場建設の許可取り消しを求めた訴訟が鹿児島地方裁判所に提訴された。原告を動物とすることは却下されたため、その後に動物の代弁として人名を挙げ訴状を訂正した。
1992 - 1994年における糞の調査による奄美大島での分布域・生息数は334.7平方キロメートル（奄美大島の47 %）・2,500 - 6,100頭、2002 - 2003年の奄美大島での生息数は2,000 - 4,800頭と推定されている。1992 - 1994年における糞調査における徳之島の分布域・生息数は33平方キロメートル（徳之島の13 %）・120 - 300頭と推定されている。
絶滅危惧IB類 (EN)（環境省レッドリスト）
- 鹿児島県版レッドリスト 絶滅危惧I類

日本では鹿児島市平川動物公園が、1984 - 1989年に11頭（3月下旬から5月に4頭、9 - 12月に7頭）の飼育下繁殖に成功している。

## 研究・飼育施設
2025年4月20日、奄美大島の大和村に研究・飼育施設「くるぐる」が開所した。環境省奄美野生生物保護センターに隣接した場所に設置され、傷ついたアマミノクロウサギの治療、野生復帰支援を行うほか、一般に向けた展示も行なう。
なお「くるぐる」ではケガの初期治療は行わない。野外でケガした個体を発見・保護した場合の連絡先は環境省奄美野生生物保護センターである。

## マスコット・キャラクター
- あまくろ

環境省の公式キャラクターで、野生動物交通事故防止キャンペーンに時折出没する。
- コクトくん

奄美市の公式キャラクターで、市の広報媒体に登場する。